# Список дипломатических миссий Люксембурга

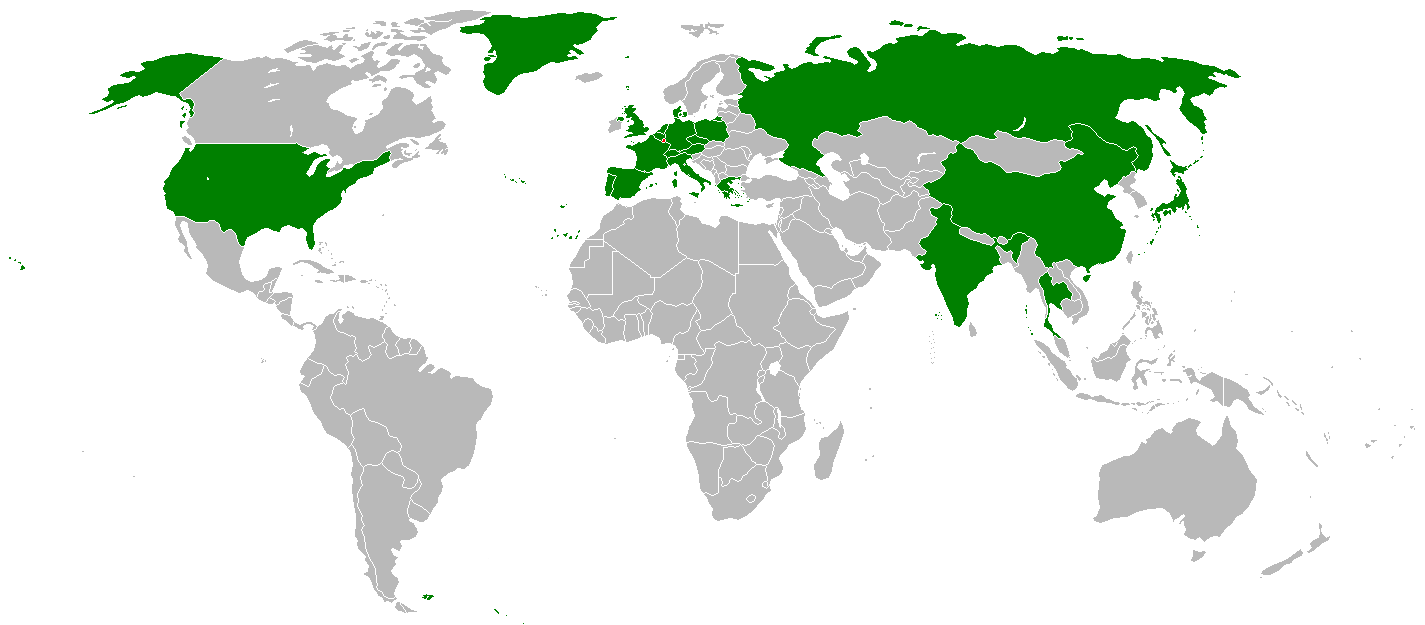

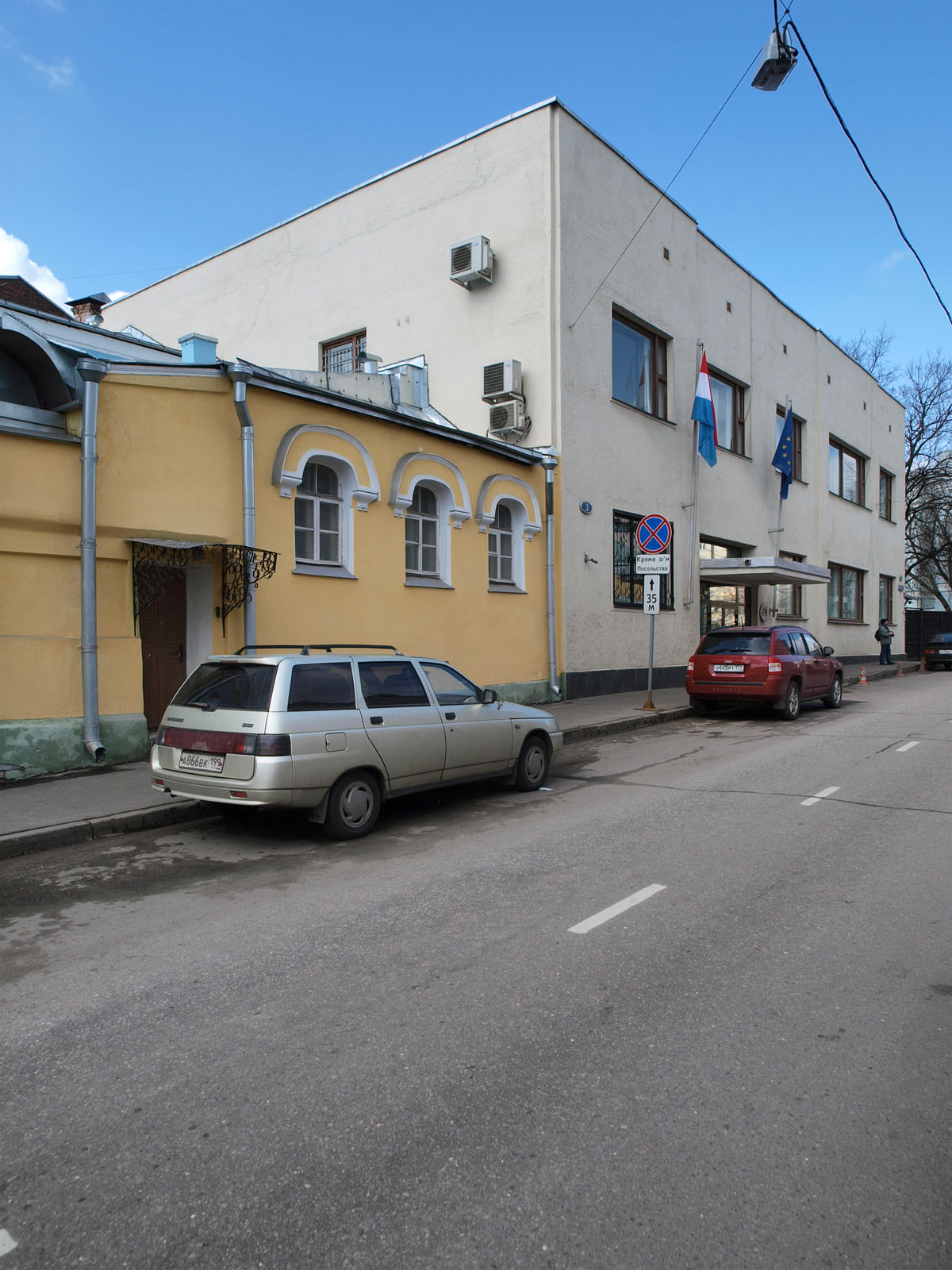
Посольство Люксембурга в Москве

Список дипломатических миссий Люксембурга — дипломатические представительства Люксембурга расположены преимущественно в странах Европы и Северной Америки, а также Восточной и Южной Азии. В государствах, где отсутствуют миссии Люксембурга, его интересы представляют дипломатические учреждения Бельгии.

## Европа
- Австрия, Вена (посольство)
- Бельгия, Брюссель (посольство)
- Чехия, Прага (посольство)
- Дания, Копенгаген (посольство)
- Франция, Париж (посольство)
  - Страсбург (генеральное консульство)
- Германия, Берлин (посольство)
- Греция, Афины (посольство)
- Ватикан (консульство)
- Италия, Рим (посольство)
- Косова, Приштина (представительство по связям)
- Нидерланды, Гаага (посольство)
- Польша, Варшава (посольство)
- Португалия, Лиссабон (посольство)
- Россия, Москва (посольство)
- Испания, Мадрид (посольство)
- Швейцария, Берн (посольство)
  - Женева (генеральное консульство)
- Великобритания, Лондон (посольство)

## Америка
- США, Вашингтон (посольство)
  - Нью-Йорк (генеральное консульство)
  - Сан-Франциско (генеральное консульство)

## Африка
- Кабо-Верде, Прая (бюро по сотрудничеству)

## Азия
- Китай, Пекин (посольство)
  - Шанхай (генеральное консульство)
- Индия, Нью-Дели (посольство)
- Япония, Токио (посольство)
- Малайзия, Куала-Лумпур (посольство)
- Таиланд, Бангкок (посольство)

## Международные организации
- - Брюссель (постоянные миссии при ЕС и NATO)
  - Женева (постоянные миссии при учреждениях ООН)
  - Нью-Йорк (постоянная миссия при ООН)
  - Париж (постоянные миссии при OECD и ЮНЕСКО)
  - Рим (постоянная миссия при ФАО)
  - Страсбург (постоянная миссия при Совете Европы)
  - Вена (постоянные миссии при учреждениях ООН и ОБСЕ)